# Serafim Leite
Serafim Soares Leite (São João da Madeira, 6 de abril de 1890 – Roma, 27 de dezembro de 1969) foi um padre jesuíta, poeta, escritor e historiador português que viveu muitos anos no Brasil, primeiro na adolescência e, posteriormente na idade madura, como pesquisador da atuação dos padres da Companhia de Jesus, catequizadores e educadores em terras brasileiras a partir do século XVI.

## Biografia
Iniciou os estudos na sua cidade natal e terminado o primário, com a ajuda de um tio abade, uma vez que seus pais exerciam humildes ocupações, ingressou no Internato dos Carvalhos, junto à cidade do Porto.
Aos quinze anos, acompanhando o pai, deixa Portugal em busca das oportunidades oferecidas pela Amazônia que vivia a febre da borracha: Belém, Manaus e o Rio Negro onde foi caucheiro e viveu em contato direto com as várias tribos da região.
Em 1910 deixa a selva e vai fixar residência na cidade de Monte Alegre no estado do Pará, tornando-se guarda-livros de um negociante local. Foi nessa modesta cidade às margens do rio Amazonas que Serafim Leite fez sua estreia como escritor. Publicou no jornal local, A Gazeta, um conto intitulado Joel e Fátima usando o pseudônimo de João Madeira.

### O historiador
Escreveu a monumental obra História da Companhia de Jesus no Brasil, em dez volumes, que lhe veio a merecer o Prémio Nacional de História, também conhecido por ''Prémio Alexandre Herculano'', atribuído em 1938. Em 1954 na ocasião do IV centenário da cidade de São Paulo e incentivado por Sergio Buarque de Holanda, o autor pública Cartas dos primeiros jesuítas no Brasil.
A obra completa do padre Serafim Leite, que é composta de muitos outros títulos além dos acima citados, é no dizer de outro historiador jesuíta, o padre Hélio Viotti, tão importante que jamais se poderia escrever corretamente a história do Brasil e, por extensão, do império português, se não houvesse sido publicada.

### O cidadão sanjoanense
Contribuiu para a emancipação municipal de São João da Madeira em 1926, quando liderou o "Grupo Patriótico Sanjoanense", um grupo de notáveis sanjoanenses, todos apoiantes da "Ditadura Nacional", e, posteriormente comprometidos com o salazarismo, Brindou também a sua terra natal com um brasão, com o desenho de uma fábrica e um molhe de palha no escudo, mas que apesar de usado pelo município, devido ao desrespeito pelas regras da heráldica, não pode ser registado. Concebeu um hino para a cidade, carregado de simbolismo, mostrando claramente estar contra a República, ser contra a democracia, ser activista e sensor do regime. Foi um activista do Estado Novo, sensor e perseguidor de diversas individualidades da oposição, nomeadamente de João da Silva Correia, o maior escritor sanjoanense de sempre. São João da Madeira está patente numa das principais avenidas da cidade, com o nome do filho ilustre que tanto amou o lugar em que veio à luz. Existe também na cidade, em sua homenagem, uma escola batizada com o nome do famoso jesuíta.
Teve colaboração nos conteúdos religiosos da Mocidade Portuguesa Feminina: boletim mensal (1939-1947).